# Marcos Angeleri
Marcos Alberto Angeleri (Treinta de Agosto, 7 de abril de 1983) es un exfutbolista  y dirigente deportivo argentino que jugaba como defensa central o lateral derecho. Es el actual Director Deportivo del Club Estudiantes de La Plata de la Primera División Argentina.

## Trayectoria

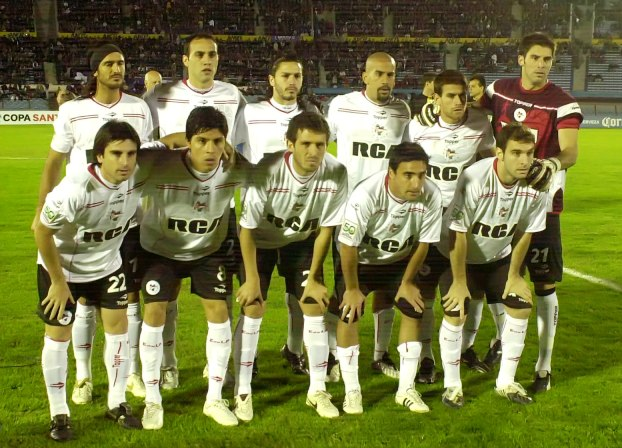
El equipo de Estudiantes, en 2009

### Estudiantes
Surgido de las divisiones inferiores de Estudiantes de La Plata, debutó en Primera División el 25 de agosto de 2002, frente a River Plate, cuando Néstor Craviotto realizó el cambio a los 85 minutos por Ariel Zapata, en la derrota por 6 a 0 en su Estadio de 1 y 57. Su primer gol en primera lo hizo en la victoria por 2-1 frente a Chacarita Juniors el 29 de octubre del 2003, tras una gran jugada colectiva, pondría el 2-0 parcial.
Fue una de las figuras del equipo que se consagró Campeón del Torneo Apertura 2006, cuando superaron a Boca Juniors por 2 a 1 en la Final que se disputó el 13 de diciembre del mismo año en el Estadio de Vélez Sarsfield. También participó de la máxima goleada del Clásico Platense 7-0 frente a Gimnasia y Esgrima de La Plata.
Disputó también con el "pincha" la final de la Copa Sudamericana 2008 siendo derrotado en tiempo suplementario por el Internacional de Porto Alegre de Brasil.
Pero meses más tarde, en el 2009, se coronó campeón por cuarta vez en la historia del club de la Copa Libertadores de América, aunque se perdió las últimas etapas del torneo a causa de una lesión, lo que frustró también un traslado a Europa, donde varios equipos estaban interesados en él. Logró recuperarse completamente, para el inicio del torneo Clausura 2010 y la Copa Libertadores 2010.

### Sunderland y lesiones
El 8 de junio de 2010 fue transferido al Sunderland A. F. C. por una suma estimada de 2 millones de libras. Una lesión en un partido de pretemporada afectó su forma y casi no jugó en todo el año. Hizo su debut el 26 de diciembre de 2010 contra el Manchester United como reemplazo de Boudewijn Zenden a los 87 minutos en una derrota por 2-0. Su único partido como titular para Sunderland fue uno por la FA Cup contra Notts County el 8 de enero de 2011, el equipo de Angeleri perdería 2-1 y quedaría fuera de la copa.
En mayo de 2011, Angeleri regresó a la Argentina para ver a un especialista de rodilla sobre una lesión que lo tenía molestándolo durante un partido de pretemporada entre Sunderland y Benfica en Portugal. Al mes siguiente, Angeleri recibió una cirugía limpia, después de una cirugía en la rodilla. Después de una continuidad de lesiones y varias operaciones en la rodilla a lo largo de un año, en junio de 2012, su agente dice que esperaba que se diera su regreso a la Argentina, y que el Sunderland estuviera dispuesto a dejarlo ir.

### Vuelta a Estudiantes
Para la temporada 2012-2013, se desvincula del Sunderland y vuelve a Estudiantes de La Plata, firmando un contrato por tres temporadas. Su vuelta al club no comenzó de la mejor manera, para el 15 de octubre del 2012 solo había jugado cuatro encuentros debido a que había sufrido una mialgia en el cuádriceps de su pierna derecha cuando comenzaba el torneo argentino. Desde el 1 de diciembre, ya recuperado de las diferentes lesiones que lo venían aquejando desde su estadía en el club inglés, volvería a ser titular frente a San Martín de San Juan. La segunda parte de la temporada lo tuvo como titular en prácticamente todos los partidos y en un muy buen nivel futbolístico, lo que lo llevó a tener una segunda oportunidad en Europa.

### Málaga
En el invierno Argentino de 2013, rescinde su contrato con el club Estudiantes de La Plata y ficha por el Málaga Club de Fútbol, por un contrato que duraría 3 temporadas. Su debut en el equipo fue el 17 de agosto del 2013 en la derrota por 1-0 frente al Valencia Club de Fútbol. En su primera temporada en el club malagueño recibió tarjeta roja en tres ocasiones, la primera fue el 4 de enero del 2014 frente al Atlético de Madrid, la otra fue el 26 de abril frente al Getafe Club de Fútbol y la última el 11 de mayo nuevamente contra el Atlético Madrid.
El 25 de noviembre del 2013, asistiría con un gran cabezazo desde afuera del área grande a Juanmi Jiménez para poner el 1-0 parcial frente al Athletic Club en lo que al final sería derrota por 2-1.
El 8 de diciembre del 2013, sería su debut por Copa del Rey frente al Osasuna en un gran partido que culminaría con el marcador empatado en 3.
Después de dos temporadas y media alternando entre la titularidad y la suplencia, decide abandonar el club a seis meses de que venza su contrato. En total en el club disputaría 61 partidos por liga asistiendo un gol, además disputó otros ocho partidos por Copa del Rey.

### San Lorenzo
El 30 de enero del 2016, deja el Málaga de España y es traspasado al Club Atlético San Lorenzo de Almagro como agente libre firmando un contrato por dos años. Su debut oficial en San Lorenzo fue el 8 de febrero jugando desde el inicio hasta la culminación de la final de la Supercopa Argentina en donde ganaría por 4-0 frente a Boca Juniors.
El 13 de febrero disputaría su debut por el torneo argentino frente Sarmiento de Junín, el "ciclón" ganaría 2-1. Su primer gol llegaría por los 16avos de la Copa Argentina enfrentando a Douglas Haig el 7 de agosto, San Lorenzo vencería 3-1. Angeleri marcaría el tercer gol.
El 28 de noviembre del 2016, el Vuelo 2933 de LaMia que transportaba a periodistas, directivos y a la delegación del equipo brasileño Chapecoense para disputar la final de la Copa Sudamericana frente al Atlético Nacional de Colombia, se estrelló cuando estaba por arribar a la ciudad de Medellín en donde 19 de los 22 jugadores más otras 52 personas perderían la vida. Muchos especularon que Angeleri pudo haber "evitado" esta tragedia, debido a que tan solo cinco días antes se encontraba jugando las semifinales con San Lorenzo de Almagro frente a dicho club. El partido de ida había acabado empatado en 1 en el Nuevo Gasómetro y el de vuelta se encontraba con empate en 0 dándole así la clasificación al conjunto de Chapecó, pero al minuto 94 de juego, San Lorenzo tiene un tiro libre a favor en los pies de Martín Cauteruccio, el cual mandaría un centro al área y tras una serie de rebotes la pelota cayó en los pies de Angeleri ejecutando hacia el arco un mano a mano y siendo Danilo el arquero del equipo brasilero (uno de los fallecidos) el que evitaría con el pie el ingreso de la pelota. Tras sucedida la tragedia, Angeleri shockeado diría: "son cosas del destino" que "muchas veces no se entienden", "Uno quiere ir para atrás y cambiar todo lo que pasó".
El 13 de mayo de 2017 Angeleri marcó su primer gol en San Lorenzo en el clásico ante Huracán, partido que terminó 1 a 0. Días después anotó su segundo gol en la victoria ante Flamengo por la Copa Libertadores.

### Nacional
Debido a la poca continuidad que tuvo en su última temporada en San Lorenzo, en julio de 2018 se incorpora a Nacional de Uruguay para afrontar el Torneo Clausura 2018 de ese país sin poder jugar la Copa Sudamericana ya que San Lorenzo lo había inscrito para la primera ronda. Debido a que no sería tenido en cuenta para el Torneo Intermedio y  el Torneo Clausura 2019 por el técnico Álvaro Gutiérrez de común acuerdo con la directiva tricolor rescinde contrato el 5 de julio de 2019.

## Forma de juego
Juega en la posición de lateral derecho y ocasionalmente de líbero y Stoper. Se caracteriza por su marca y por ser un lateral más defensivo que ofensivo. Cuando Diego Simeone era su director técnico, su posición fue la de líbero. Su libertad para unirse al ataque se incrementó después de la llegada de Leonardo Astrada como entrenador de Estudiantes de La Plata a mediados de 2008, haciendo que Angeleri sea seguido para la Selección Argentina y por los periodistas deportivos sudamericanos, que lo votaron en la lista de los 10 mejores de la edición 2008 para el Futbolista del año en Sudamérica.

## Selección nacional
El 11 de febrero del 2009 debutó en la Selección Mayor de Argentina bajo de la dirección técnica de Diego Armando Maradona, en un amistoso internacional contra Francia jugado en Marsella, partido que finalmente terminó 2-0 a favor del conjunto albiceleste. Angeleri reemplazó a Maximiliano Rodríguez a los 81 minutos de Juego.
El 28 de marzo del 2009 jugó su primer partido como titular en la Selección Argentina, en un partido por las Eliminatorias al Mundial 2010 frente a Venezuela. El 1 de abril del 2009 disputaría su segundo y último partido por eliminatorias en la dura derrota por 6 a 1 frente a Bolivia ingresando a los 69 minutos por Lucho González.
El 29 de marzo del 2011 disputaría su último partido hasta el momento con la selección en un empate en 0 frente a la Costa Rica, ya con Sergio Batista como director técnico.

## Estadísticas
Actualizado al último partido disputado el 7 de febrero de 2020
| Club | Div.                | Temporada           | Liga  | Liga  | Liga   | Copas Nacionales | Copas Nacionales | Copas Nacionales | Torneos Internacionales | Torneos Internacionales | Torneos Internacionales | Total | Total | Total  | Media goleadora(1) |
| Club | Div.                | Temporada           | Part. | Goles | Asist. | Part.            | Goles            | Asist.           | Part.                   | Goles                   | Asist.                  | Part. | Goles | Asist. | Media goleadora(1) |
| --- | ------------------- | ------------------- | ----- | ----- | ------ | ---------------- | ---------------- | ---------------- | ----------------------- | ----------------------- | ----------------------- | ----- | ----- | ------ | ------------------ |
| Estudiantes Argentina |                     |                     |       |       |        |                  |                  |                  |                         |                         |                         |       |       |        |                    |
| 1.ª | 2002-03             | 27                  | 0     | 0     | --     | --               | --               | --               | --                      | --                      | 27                      | 0     | 0     | 0.00   |                    |
| 1.ª | 2003-04             | 25                  | 1     | 2     | --     | --               | --               | --               | --                      | --                      | 25                      | 1     | 2     | 0.04   |                    |
| 1.ª | 2004-05             | 18                  | 0     | 0     | --     | --               | --               | --               | --                      | --                      | 18                      | 0     | 0     | 0.00   |                    |
| 1.ª | 2005-06             | 21                  | 0     | 1     | --     | --               | --               | 8                | 1                       | 0                       | 29                      | 1     | 1     | 0.03   |                    |
| 1.ª | 2006-07             | 29                  | 1     | 0     | --     | --               | --               | --               | --                      | --                      | 29                      | 1     | 0     | 0.03   |                    |
| 1.ª | 2007-08             | 27                  | 0     | 1     | --     | --               | --               | 9                | 0                       | 0                       | 36                      | 0     | 1     | 0.00   |                    |
| 1.ª | 2008-09             | 28                  | 0     | 1     | --     | --               | --               | 20               | 1                       | 4                       | 48                      | 1     | 5     | 0.02   |                    |
| 1.ª | 2009-10             | 12                  | 0     | 0     | --     | --               | --               | 6                | 0                       | 0                       | 18                      | 0     | 0     | 0.00   |                    |
| 1.ª | 2012-13             | 23                  | 0     | 1     | 1      | 0                | 0                | --               | --                      | --                      | 24                      | 0     | 1     | 0.00   |                    |
| Total club | Total club          | 210                 | 2     | 6     | 1      | 0                | 0                | 43               | 2                       | 4                       | 254                     | 4     | 10    | 0.02   |                    |
| Sunderland F. C. Inglaterra |                     |                     |       |       |        |                  |                  |                  |                         |                         |                         |       |       |        |                    |
| 1.ª | 2010-11             | 2                   | 0     | 0     | 1      | 0                | 0                | --               | --                      | --                      | 3                       | 0     | 0     | 0.00   |                    |
| 1.ª | 2011-12             | --                  | --    | --    | --     | --               | --               | --               | --                      | --                      | 0                       | 0     | 0     | 0.00   |                    |
| Total club | Total club          | 2                   | 0     | 0     | 1      | 0                | 0                | 0                | 0                       | 0                       | 3                       | 0     | 0     | 0.00   |                    |
| Málaga C. F. · España |                     |                     |       |       |        |                  |                  |                  |                         |                         |                         |       |       |        |                    |
| 1.ª | 2013-14             | 26                  | 0     | 1     | 2      | 0                | 0                | --               | --                      | --                      | 28                      | 0     | 1     | 0.00   |                    |
| 1.ª | 2014-15             | 22                  | 0     | 0     | 6      | 0                | 0                | --               | --                      | --                      | 28                      | 0     | 0     | 0.00   |                    |
| 1.ª | 2015-16             | 13                  | 0     | 0     | --     | --               | --               | --               | --                      | --                      | 13                      | 0     | 0     | 0.00   |                    |
| Total club | Total club          | 61                  | 0     | 1     | 8      | 0                | 0                | 0                | 0                       | 0                       | 69                      | 0     | 1     | 0.00   |                    |
| San Lorenzo Argentina |                     |                     |       |       |        |                  |                  |                  |                         |                         |                         |       |       |        |                    |
| 1.ª | 2016                | 13                  | 0     | 0     | 1      | 0                | 0                | 4                | 0                       | 0                       | 18                      | 0     | 0     | 0.00   |                    |
| 1.ª | 2016-17             | 23                  | 1     | 1     | 3      | 1                | 0                | 14               | 1                       | 2                       | 40                      | 3     | 3     | 0.08   |                    |
| 1.ª | 2017-18             | 12                  | 0     | 2     | 1      | 0                | 0                | 4                | 0                       | 0                       | 17                      | 0     | 2     | 0.00   |                    |
| Total club | Total club          | 48                  | 1     | 3     | 5      | 1                | 0                | 21               | 1                       | 2                       | 75                      | 3     | 5     | 0.04   |                    |
| Nacional · Uruguay |                     |                     |       |       |        |                  |                  |                  |                         |                         |                         |       |       |        |                    |
| 1.ª | 2018                | 7                   | 0     | 0     | -      | -                | -                | -                | -                       | -                       | 7                       | 0     | 0     | 0.00   |                    |
| 1.ª | 2019                | 6                   | 0     | 0     | 1      | 1                | 0                | 2                | -                       | -                       | 9                       | 1     | 0     | 0.11   |                    |
| Total club | Total club          | 13                  | 0     | 0     | 1      | 1                | 0                | 2                | -                       | -                       | 16                      | 1     | 0     | 0.06   |                    |
| Argentinos Juniors Argentina |                     |                     |       |       |        |                  |                  |                  |                         |                         |                         |       |       |        |                    |
| 1.ª | 2019-20             | 7                   | 0     | 0     | -      | -                | -                | -                | -                       | -                       | 7                       | 0     | 0     | 0.00   |                    |
| Total club | Total club          | 7                   | 0     | 0     | -      | -                | -                | -                | -                       | -                       | 7                       | 0     | 0     | 0.00   |                    |
| Total en su carrera | Total en su carrera | Total en su carrera | 341   | 3     | 10     | 16               | 2                | 0                | 66                      | 3                       | 6                       | 423   | 8     | 16     | 0.02               |
| (1) Incluye datos de FA Cup, Copa Argentina, Copa del Rey, Supercopa de Argentina y Supercopa Uruguaya. (2) Incluye datos de Copa Sudamericana y Copa Libertadores. (3) No incluye goles en partidos amistosos. |                     |                     |       |       |        |                  |                  |                  |                         |                         |                         |       |       |        |                    |

## Palmarés

### Como jugador

#### Campeonatos nacionales
| Título              | Club             | Sede         | Año    |
| ------------------- | ---------------- | ------------ | ------ |
| Primera División    | Estudiantes (LP) | Buenos Aires | A-2006 |
| Supercopa Argentina | San Lorenzo      | Córdoba      | 2015   |
| Supercopa Uruguaya  | Nacional         | Montevideo   | 2019   |

#### Campeonatos internacionales
| Título            | Club             | Sede            | Año  |
| ----------------- | ---------------- | --------------- | ---- |
| Copa Libertadores | Estudiantes (LP) | América del Sur | 2009 |

Subcampeonatos
- Subcampeón de la Copa Sudamericana 2008 con Estudiantes (LP).
- Subcampeón de la Primera División 2016 con San Lorenzo de Almagro.

### Como Director Deportivo

#### Campeonatos nacionales
| Título              | Club             | Sede                | Año  | Entrenador        |
| ------------------- | ---------------- | ------------------- | ---- | ----------------- |
| Copa Argentina      | Estudiantes (LP) | Lanús               | 2023 | Eduardo Domínguez |
| Copa de la Liga     | Estudiantes (LP) | Santiago del Estero | 2024 | Eduardo Domínguez |
| Trofeo de Campeones | Estudiantes (LP) | Santiago del Estero | 2024 | Eduardo Domínguez |

Subcampeonatos
- Subcampeón de la Supercopa Argentina 2023 con Estudiantes (LP)